# Schismatoglottis crinitissima
Schismatoglottis crinitissima är en kallaväxtart som beskrevs av Alistair Hay. Schismatoglottis crinitissima ingår i släktet Schismatoglottis och familjen kallaväxter. Inga underarter finns listade.